# Morti nel 2001/Gennaio
| Questa pagina contiene informazioni ricavate automaticamente dalle voci biografiche con l'ausilio del template Bio e di un bot. L'aggiornamento è periodico e automatico e ricostruisce completamente la pagina. Se manca una persona in questa lista, sei pregato di non aggiungerla, ma accertati piuttosto che la sua voce biografica contenga il template Bio e che i dati anagrafici siano correttamente compilati. Se il template Bio manca, inseriscilo tu stesso o, in alternativa, metti l'avviso {{tmp\|Bio}} che ne segnala la mancanza. Se i dati riportati sono sbagliati, correggi direttamente la voce biografica; le modifiche saranno visibili in questa lista entro pochi giorni. Per chiarimenti vedi il progetto biografie. La lista contiene solo le 128 persone che sono citate nell'enciclopedia e per le quali è stato implementato correttamente il template Bio. Pagina aggiornata al 18 giu 2025. |

- 1º gennaio - Rosario Borelli, attore, cantante e regista italiano (n. 1927)
- 1º gennaio - Ludwig Hörmann, ciclista su strada e pistard tedesco (n. 1918)
- 1º gennaio - Edgardo Scappini, ciclista su strada italiano (n. 1911)
- 1º gennaio - Harry Thumann, tastierista, produttore discografico e compositore tedesco (n. 1952)
- 1º gennaio - Ray Walston, attore statunitense (n. 1914)
- 2 gennaio - Giuseppe Bagliani, calciatore italiano (n. 1930)
- 2 gennaio - Guido Martino, politico e medico italiano (n. 1929)
- 2 gennaio - William Pierce Rogers, politico statunitense (n. 1913)
- 2 gennaio - Roberto Sanesi, critico d'arte, critico letterario e poeta italiano (n. 1930)
- 3 gennaio - Sushila Nayyar, medico e politica indiana (n. 1914)
- 3 gennaio - Armando Tonello, pittore italiano (n. 1897)
- 4 gennaio - Les Brown, musicista statunitense (n. 1912)
- 4 gennaio - Bob Snyder, allenatore di football americano e giocatore di football americano statunitense (n. 1913)
- 4 gennaio - Claudio Zaro, calciatore italiano (n. 1921)
- 5 gennaio - Gertrude Elizabeth Margaret Anscombe, filosofa britannica (n. 1919)
- 5 gennaio - Dario Michaelis, attore argentino (n. 1927)
- 5 gennaio - James Phiri, calciatore zambiano (n. 1968)
- 6 gennaio - Sigge Bergman, sciatore alpino, giornalista e dirigente sportivo svedese (n. 1905)
- 6 gennaio - Scott Marlowe, attore statunitense (n. 1932)
- 6 gennaio - Guido Scala, fumettista italiano (n. 1936)
- 7 gennaio - James Carr, cantante statunitense (n. 1942)
- 7 gennaio - Jenő Csaknády, allenatore di calcio ungherese (n. 1924)
- 7 gennaio - Ken Durrett, cestista statunitense (n. 1948)
- 7 gennaio - Giovanni Grabesu, calciatore italiano (n. 1938)
- 7 gennaio - František Hájek, cestista e allenatore di pallacanestro cecoslovacco (n. 1915)
- 7 gennaio - Charles Helou, politico libanese (n. 1913)
- 7 gennaio - Fausto Samuele Quilleri, politico e ingegnere italiano (n. 1922)
- 8 gennaio - Philip Barker, archeologo britannico (n. 1920)
- 8 gennaio - Marcello Bernardi, pediatra, pedagogista e saggista italiano (n. 1922)
- 8 gennaio - Don Brodie, attore statunitense (n. 1904)
- 8 gennaio - Francesca Vacca Agusta, nobile italiana (n. 1942)
- 8 gennaio - Paul Vanden Boeynants, imprenditore e politico belga (n. 1919)
- 9 gennaio - Marcel Escoffier, costumista monegasco (n. 1910)
- 9 gennaio - Christian Klixbüll Jørgensen, chimico danese (n. 1931)
- 9 gennaio - Adalino Mealli, ciclista su strada italiano (n. 1910)
- 9 gennaio - Maurice Prather, fotografo e regista statunitense (n. 1926)
- 10 gennaio - Fabrizio Abbate, politico italiano (n. 1940)
- 10 gennaio - Necati Cumalı, scrittore e poeta turco (n. 1921)
- 10 gennaio - Jacques Marin, attore francese (n. 1919)
- 10 gennaio - Lino Rizzi, giornalista italiano (n. 1927)
- 10 gennaio - Muhammad ibn al-Uthaymin, teologo saudita (n. 1925)
- 11 gennaio - Carlo Gambacurta, ciclista su strada italiano (n. 1912)
- 11 gennaio - Gerald Glatzmeyer, calciatore austriaco (n. 1968)
- 11 gennaio - George Jinda, batterista, percussionista e compositore ungherese (n. 1941)
- 11 gennaio - Louis Krages, imprenditore e pilota automobilistico tedesco (n. 1949)
- 11 gennaio - Denys Lasdun, architetto britannico (n. 1914)
- 11 gennaio - Vera Konstantinovna Romanova, nobile russa (n. 1906)
- 11 gennaio - Torgeir Torgersen, calciatore norvegese (n. 1923)
- 11 gennaio - Michael Williams, attore britannico (n. 1935)
- 12 gennaio - Julián Arcas Sánchez, calciatore e allenatore di calcio spagnolo (n. 1926)
- 12 gennaio - Manuel Aznar Acedo, giornalista spagnolo (n. 1916)
- 12 gennaio - Gianluigi Bonelli, fumettista, scrittore e editore italiano (n. 1908)
- 12 gennaio - Luiz Bonfá, chitarrista, compositore e cantante brasiliano (n. 1922)
- 12 gennaio - József Csermák, martellista ungherese (n. 1932)
- 12 gennaio - Bill Hewlett, imprenditore e ingegnere statunitense (n. 1913)
- 12 gennaio - Vladimir Efimovič Semičastnyj, politico sovietico (n. 1924)
- 12 gennaio - Adhemar da Silva, triplista brasiliano (n. 1927)
- 13 gennaio - Rinaldo Piras, scultore italiano (n. 1963)
- 13 gennaio - Amando de Ossorio, regista e sceneggiatore spagnolo (n. 1918)
- 14 gennaio - Luigi Broglio, ingegnere e militare italiano (n. 1911)
- 14 gennaio - Mauro Galleni, partigiano, politico e scrittore italiano (n. 1923)
- 14 gennaio - Burkhard Heim, fisico tedesco (n. 1925)
- 14 gennaio - Carlo Alberto Lodi, tiratore a volo italiano (n. 1936)
- 14 gennaio - Vic Wilson, pilota automobilistico britannico (n. 1931)
- 15 gennaio - Alex Blignaut, pilota automobilistico sudafricano (n. 1932)
- 15 gennaio - Margit Nagy-Sándor, ginnasta ungherese (n. 1921)
- 16 gennaio - Ferruccio Bolognesi, pittore, scultore e partigiano italiano (n. 1924)
- 16 gennaio - Laurent-Désiré Kabila, politico e rivoluzionario della Repubblica Democratica del Congo (n. 1939)
- 16 gennaio - Virginia O'Brien, attrice e cantante statunitense (n. 1919)
- 16 gennaio - John Rosselli, scrittore e musicologo italiano (n. 1927)
- 16 gennaio - Ibrahim Shams, sollevatore egiziano (n. 1917)
- 16 gennaio - Jules Vuillemin, filosofo francese (n. 1920)
- 17 gennaio - Gregory Corso, poeta statunitense (n. 1930)
- 17 gennaio - Tom Kilburn, matematico e informatico britannico (n. 1921)
- 17 gennaio - Sergej Kraigher, politico jugoslavo (n. 1914)
- 17 gennaio - Renato Monti, politico e sindacalista italiano (n. 1921)
- 17 gennaio - Pepe Ortiz, calciatore spagnolo (n. 1931)
- 17 gennaio - Garland O'Shields, cestista statunitense (n. 1921)
- 17 gennaio - Geno Pampaloni, giornalista, critico letterario e scrittore italiano (n. 1918)
- 18 gennaio - Jack Catran, scrittore statunitense (n. 1918)
- 18 gennaio - Piero Dardanello, giornalista italiano (n. 1935)
- 18 gennaio - Evald Mahl, cestista estone (n. 1915)
- 18 gennaio - Boris Stenin, pattinatore di velocità su ghiaccio sovietico (n. 1935)
- 18 gennaio - Al Waxman, attore e regista canadese (n. 1935)
- 19 gennaio - Alberto Gallardo, calciatore peruviano (n. 1940)
- 19 gennaio - Gustave Thibon, filosofo e scrittore francese (n. 1903)
- 20 gennaio - Rønnaug Alten, attrice norvegese (n. 1910)
- 20 gennaio - Eddie Donovan, allenatore di pallacanestro e dirigente sportivo statunitense (n. 1922)
- 20 gennaio - Herb Scheffler, cestista e allenatore di pallacanestro statunitense (n. 1917)
- 21 gennaio - Sandy Baron, attore statunitense (n. 1936)
- 21 gennaio - Pier Giorgio Cazzola, velocista italiano (n. 1937)
- 21 gennaio - Byron De La Beckwith, criminale statunitense (n. 1920)
- 21 gennaio - Émile Frézot, cestista francese (n. 1916)
- 21 gennaio - Walt Miller, cestista e allenatore di pallacanestro statunitense (n. 1915)
- 21 gennaio - Nedžad Verlašević, calciatore e allenatore di calcio jugoslavo (n. 1955)
- 22 gennaio - Suzanne Labin, scrittrice e politologa francese (n. 1913)
- 22 gennaio - Cesare Maltoni, oncologo italiano (n. 1930)
- 23 gennaio - Vladimir Beljaev, calciatore sovietico (n. 1933)
- 23 gennaio - Lou Levy, pianista statunitense (n. 1928)
- 23 gennaio - Franco Salvotti, pittore e scultore italiano (n. 1916)
- 23 gennaio - Mikael Sundström, pilota di rally finlandese (n. 1957)
- 25 gennaio - William A. Beardslee, teologo, biblista e traduttore statunitense (n. 1916)
- 25 gennaio - Otello Ghigi, illusionista italiano (n. 1911)
- 25 gennaio - Pietrino Manca, fisico italiano (n. 1927)
- 25 gennaio - Gianfranco Piazzesi, scrittore e giornalista italiano (n. 1923)
- 25 gennaio - Juan Sans Alsina, calciatore spagnolo (n. 1920)
- 25 gennaio - Vijaya Raje Scindia, politica indiana (n. 1919)
- 25 gennaio - Margaret Scriven, tennista britannica (n. 1912)
- 25 gennaio - Guy Tréjan, attore francese (n. 1921)
- 26 gennaio - Murray Edelman, politologo statunitense (n. 1919)
- 26 gennaio - Al McGuire, cestista e allenatore di pallacanestro statunitense (n. 1928)
- 26 gennaio - Fanula Papazoglu, storica serba (n. 1917)
- 27 gennaio - Maria José del Belgio, regina belga (n. 1906)
- 27 gennaio - Pedro Carrasco, pugile e attore spagnolo (n. 1943)
- 27 gennaio - Valentino Orsini, regista italiano (n. 1926)
- 27 gennaio - Giovanni Sarritzu, politico italiano (n. 1946)
- 27 gennaio - Cal Strong, pallanuotista statunitense (n. 1907)
- 28 gennaio - Fritz Diederichs, ciclista su strada tedesco (n. 1912)
- 28 gennaio - Stephen Malcolm, calciatore giamaicano (n. 1970)
- 29 gennaio - Frances Bible, mezzosoprano statunitense (n. 1919)
- 29 gennaio - Jean Bruyas, giurista, storico e filosofo francese (n. 1917)
- 29 gennaio - Pablo Hernán Gómez, calciatore argentino (n. 1977)
- 30 gennaio - Jean-Pierre Aumont, attore francese (n. 1911)
- 30 gennaio - Carlo Bonacina, pittore e incisore italiano (n. 1905)
- 30 gennaio - Michel Marcel Navratil, francese (n. 1908)
- 31 gennaio - Gordon R. Dickson, scrittore e autore di fantascienza statunitense (n. 1923)
- 31 gennaio - Giacomo Rosini, politico italiano (n. 1942)
- 31 gennaio - Gianni Savoldi, politico italiano (n. 1924)